# Mackaya
Mackaya es un género de plantas fanerógamas perteneciente a la familia Acanthaceae. El género tiene seis especies de hierbas.

## Especies seleccionadas
- Mackaya atroviridis
- Mackaya bella
- Mackaya indica
- Mackaya macrocarpa
- Mackaya neesiana
- Mackaya populifolia

## Sinonimia
- Odontonemella Lindau